# IC 4952
IC 4952 ist eine Spiralgalaxie vom Hubble-Typ Sa im Sternbild Teleskop am Südsternhimmel. Sie ist schätzungsweise 189 Millionen Lichtjahre von der Milchstraße entfernt.
Das Objekt wurde am 3. Oktober 1901 von DeLisle Stewart entdeckt.